# Simen Alsvik
Simen Alsvik (1971) is een Noors televisie- en filmregisseur. Ook regisseerde hij meer dan 100 reclamespotjes, waaronder voor Coca-Cola en McDonald's. Alsvik studeerde sociologie en filosofie aan de Universiteit van Oslo. Hierna studeerde hij aan de Volda Documentary Film School. Alsvik debuteerde als regisseur in de korte film Neon in 2001, maar werd vooral bekend door Tina & Bettina - The Movie. Tussen 2012 en 2013 regisseerde hij vier van de in totaal 16 afleveringen van de televisieserie Lilyhammer.
In 2014 schreef Alsvik met Lars Gudmestad de televisieserie Neste Sommer. Ook regisseerde hij deze serie.